# Шпильман, Владимир Ильич
Владимир Ильич Шпильман (15.04.1941, Москва — 11 января 2001, Тюмень) — советский учёный, доктор геолого-минералогических наук, профессор, лауреат Государственной премии СССР, академик Российской академии естественных наук.
В 1958—1959 работал коллектором тематической партии Оренбургской комплексной лаборатории ВНИГНИ (Всесоюзный научно-исследовательский геологический нефтяной институт).
В 1965 г. окончил Московский институт нефтехимической и газовой промышленности им. Губкина (специальность «Геология и разведка нефтяных и газовых месторождений»).
С 1965 по 1993 г. работал в ЗапСибНИГНИ (Тюмень): инженер, начальник отдела, заместитель директора института по координации научно-исследовательских работ.
В 1993 году организовал и возглавил Научно-аналитический центр рационального недропользования в Ханты-Мансийском автономном округе.
Кандидат (1969), доктор (1980) геолого-минералогических наук.
Руководил работой по оценке потенциальных ресурсов углеводородного сырья Западной Сибири. Под его руководством и при его непосредственном участии составлялись карты перспектив нефтегазоносности Западно-Сибирской провинции, обзорные карты и карты направлений работ.
Лауреат Государственной премии СССР — за открытие и ускоренную подготовку к промышленному освоению Ямбургского газоконденсатного месторождения. За работы по прогнозу и направлениям поисковых работ на нефть и газ награждён золотой и серебряной медалями ВДНХ.
Награждён медалями «За трудовое отличие». «За освоение недр и развитие нефтегазового комплекса Западной Сибири», знаком «Отличник разведки недр», юбилейным знаком «300 лет горно-геологической службе России».
Почетный гражданин Ханты-Мансийского автономного округа.
Академик Российской академии естественных наук, почетный профессор Пекинского университета. Автор 11 монографий.